# Cicurina troglobia
Cicurina troglobia är en spindelart som beskrevs av James Cokendolpher 2004. Cicurina troglobia ingår i släktet Cicurina och familjen kardarspindlar. Inga underarter finns listade i Catalogue of Life.